# Триршайд
Триршайд (нем. Trierscheid) — община в Германии, в земле Рейнланд-Пфальц. 
Входит в состав района Арвайлер. Подчиняется управлению Аденау.  Население составляет 65 человек (на 31 декабря 2010 года). Занимает площадь 4,11 км².